# Jezzine
Jezzine is een stad in het zuiden van Libanon. Jezzine is de hoofdstad van het gelijknamige district Jezzine in het gouvernement Zuid. De stad zelf heeft circa 14.000 inwoners.

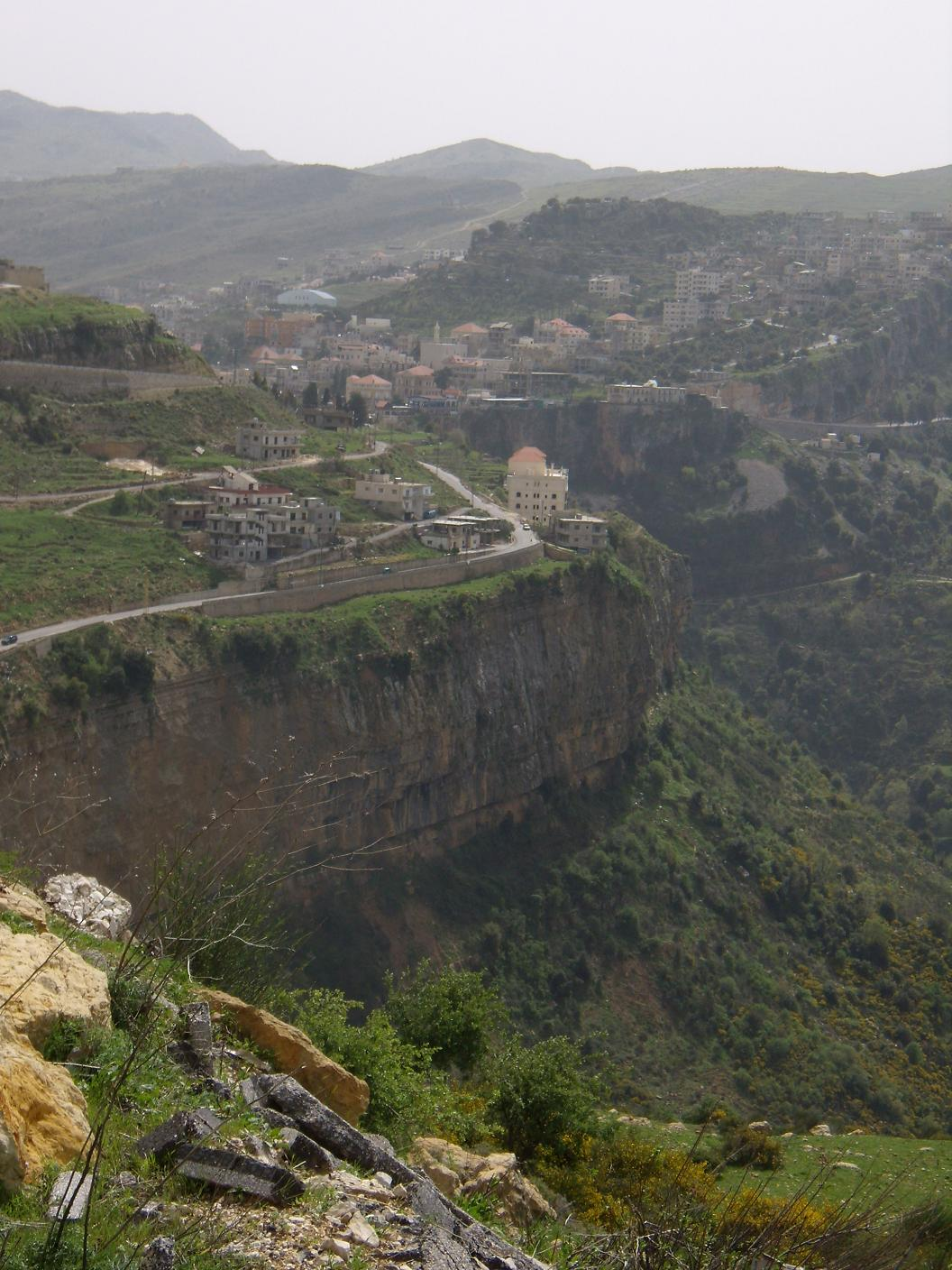
Jezzine